# India Navigation
India Navigation è stata una etichetta discografica indipendente statunitense specializzata nel jazz d'avanguardia negli anni '70 e '80.

## Storia
È stata fondata da Bob Cummins, un avvocato aziendale che aiutava i musicisti jazz nelle questioni legali. Il suo catalogo comprendeva Arthur Blythe, Pharoah Sanders, Hamiet Bluiett, Chico Freeman, Cecil McBee ed i Revolutionary Ensemble. Oltre a questo apparvero anche alcune registrazioni di musica minimale, come Arnold Dreyblatt, Phill Niblock e Joseph Celli, o Tom Johnson.

## Discografia
| Catalogo | Artista                            | Album                                                     | Anno |
| -------- | ---------------------------------- | --------------------------------------------------------- | ---- |
| 1023     | Revolutionary Ensemble             | Manhattan Cycles                                          | 1972 |
| 1024     | Alan Braufman                      | Valley of Search                                          | 1975 |
| 1025     | Hamiet Bluiett                     | Endangered Species                                        | 1976 |
| 1026     | David Murray                       | Flowers for Albert                                        | 1976 |
| 1027     | Pharoah Sanders                    | Pharoah                                                   | 1976 |
| 1028     | Leroy Jenkins                      | Solo Concert                                              | 1977 |
| 1029     | Arthur Blythe                      | The Grip                                                  | 1977 |
| 1030     | Hamiet Bluiett                     | Birthright: A Solo Blues Concert                          | 1977 |
| 1031     | Chico Freeman                      | Chico                                                     | 1977 |
| 1032     | David Murray                       | Live at the Lower Manhattan Ocean Club Vol. 1             | 1977 |
| 1033     | Joseph Jarman & Don Moye           | Egwu-Anwu                                                 | 1978 |
| 1034     | Tisziji Muñoz                      | Rendezvous with Now                                       | 1978 |
| 1035     | Chico Freeman                      | Kings of Mali                                             | 1977 |
| 1036     | Anthony Davis                      | Song for the Old World                                    | 1978 |
| 1037     | James Newton                       | Paseo del Mar                                             | 1978 |
| 1038     | Arthur Blythe                      | Metamorphosis                                             | 1977 |
| 1039     | Hamiet Bluiett                     | S.O.S. – We Have Come to Save You from Yourselves         | 1977 |
| 1040     | Jay Hoggard                        | A Solo Vibes Concert                                      | 1978 |
| 1041     | Anthony Davis/James Newton Quartet | Hidden Voices                                             | 1979 |
| 1042     | Chico Freeman                      | The Outside Within                                        | 1978 |
| 1043     | Cecil McBee                        | Alternate Spaces                                          | 1979 |
| 1044     | David Murray                       | Live at the Lower Manhattan Ocean Club Vol. 2             | 1977 |
| 1045     | Chico Freeman                      | Spirit Sensitive                                          | 1979 |
| 1046     | James Newton                       | The Mystery School                                        | 1979 |
| 1047     | Anthony Davis                      | Lady of the Mirrors                                       | 1980 |
| 1048     | Amiri Baraka                       | New Music – New Poetry                                    | 1980 |
| 1049     | Jay Hoggard                        | Mystic Winds, Tropic Breezes                              | 1980 |
| 1050     | Bob Neloms                         | Pretty Music                                              | 1981 |
| 1051     | James Newton                       | Portraits                                                 | 1982 |
| 1052     | Chet Baker & Lee Konitz            | In Concert                                                | 1974 |
| 1053     | Cecil McBee                        | Flying Out                                                | 1982 |
| 1054     | Ted Curson                         | Ted Curson & Co.                                          | 1976 |
| 1055     | Dennis Moorman                     | Circle of Destiny                                         |      |
| 1056     | Anthony Davis                      | Variations in Dream-Time                                  | 1982 |
| 1057     | Air                                | Air Song                                                  | 1975 |
| 1058     | Muhal Richard Abrams               | Afrisong                                                  | 1975 |
| 1059     | Chico Freeman                      | The Search                                                | 1982 |
| 1060     | Craig Harris                       | Aboriginal Affairs                                        | 1983 |
| 1061     | Big Nick Nicholas                  | Big and Warm                                              | 1983 |
| 1062     | Clarinet Summit                    | In Concert at the Public Theater                          | 1981 |
| 1063     | Chico Freeman                      | Morning Prayer                                            | 1976 |
| 1064     | Air                                | Air Raid                                                  | 1976 |
| 1065     | Alvin Batiste                      | Musique d'Afrique Nouvelle Orléans                        | 1985 |
| 1066     | Big Nick Nicholas                  | Big Nick                                                  | 1985 |
| 1067     | Clarinet Summit                    | In Concert at the Public Theater Vol. 2                   | 1981 |
| 1068     | Jay Hoggard                        | Riverside Dance                                           | 1985 |
| 1069     | Alvin Batiste                      | Bayou Magic                                               | 1988 |
| 1070     | Chico Freeman e Von Freeman        | Freeman and Freeman                                       | 1981 |
| 1071     | Chico Freeman                      | Still Sensitive                                           |      |
| 1072     | Hamiet Bluiett                     | Im/possible to Keep                                       | 1977 |
| 3023     | Tom Johnson                        | Nine Bells                                                | 1982 |
| 3024     | Arnold Dreyblatt                   | Nodal Excitation                                          | 1982 |
| 3025     | Yoshi Wada                         | Lament for the Rise and Fall of the Elephantine Crocodile | 1981 |
| 3026     | Phill Niblock                      | Nothin' to Look at Just a Record                          |      |
| 3027     | Phill Niblock & Joseph Celli       | Niblock for Celli: Celli Plays Niblock                    | 1984 |